# Vochysia citrifolia
Vochysia citrifolia är en tvåhjärtbladig växtart som beskrevs av Jean Louis Marie Poiret. Vochysia citrifolia ingår i släktet Vochysia och familjen Vochysiaceae. Inga underarter finns listade i Catalogue of Life.